# Lepidogyna menziesii
Lepidogyna menziesii är en bladmossart som först beskrevs av William Jackson Hooker, och fick sitt nu gällande namn av Rudolf Mathias Schuster. Lepidogyna menziesii ingår i släktet Lepidogyna och familjen Lepidolaenaceae. Inga underarter finns listade i Catalogue of Life.